# 청북중학교
청북중학교(靑北中學校)는 대한민국 경기도 평택시 청북읍 토진리에 있는 공립 중학교이다.

## 학교 연혁
- 1971년 12월 27일 : 청북중학교 설립 인가(12학급)
- 1972년 2월 15일: 초대 김영남 교장 취임
- 1972년 3월 3일 : 개교 및 제1회 입학식
- 1976년 8월 15일 : 테니스장 조성
- 2004년 2월 12일 : 교실 및 특별실 냉난방 시설 설치
- 2006년 10월 15일 : 체육관 철거, 우레탄 농구장 설치
- 2009년 9월 1일 : 농산어촌 전원학교 지정, 자율학교 지정
- 2010년 3월 25일 : 다목적 체육관 완공
- 2013년 3월 1일 : 자유학기제 연구학교 지정(3년간)
- 2016년 3월 1일 : 혁신학교 지정(4년간)
- 2020년 3월 1일 : 혁신학교 재지정(2020.03.01~2024.02.29.4년간)
- 2020년 9월 1일 : 제18대 이태화 교장 취임
- 2021년 2월 1일 : 경기미래학교 공간혁신 사업교 지정(도서관 리모델링)
- 2022년 4월 11일 : 청북중학교 도서관 "푸른숲 도서관" 개관
- 2024년 1월 4일 : 제50회 졸업식(25명) 총 5,383명
- 2024년 3월 1일 : 경기도 자율학교 지정(교육과정 특성화 5년간)
- 2024년 3월 4일 : 신입생 26명 입학

## 참고 자료
- 청북중학교 - 한국교육학술정보원 학교알리미